# Anton Romanus
Anton Robert Romanus, ursprungligen Pettersson, född den 16 november 1869 i Landskrona, död den 12 februari 1929 i Östersund, var en svensk skolman. Han var bror till Anna-Clara Romanus-Alfvén och Carl Romanus samt far till Harald, Sven och Ragnar Romanus.
Romanus, vars far var skollärare, blev student vid Lunds universitet 1888. Han avlade filosofie kandidatexamen 1890 och filosofie licentiatexamen 1899 samt promoverades till filosofie doktor sistnämnda år efter att ha disputerat på avhandlingen Bidrag till kännedomen om de nödvändiga mineralbasernas (kalk, kali, magnesia) funktioner i de högre växterna. Romanus blev adjunkt vid Katarina realskola i Stockholm 1905 och lektor i biologi och kemi vid högre allmänna läroverket i Östersund samma år. Han utgav avhandlingar av kemiskt och botaniskt innehåll. Romanus var statens justerare av mått och vikt samt riddare av Nordstjärneorden.
Anton Romanus är begravd på Norra begravningsplatsen i Östersund.